# Шелби Роджърс
Шелби Роджърс (родена на 13 октомври 1992 г.) е професионална американска тенисистка.
Най-високото ѝ класиране в световната ранглиста е No.70, постигнато на 15 септември 2014 г., докато на двойки е стигала до No.153 на 13 юли 2015 г. В турнирите от Големия шлем е стигала до втори кръг на Ролан Гарос 2013 и US Open 2014. През 2014 г. за първи път Роджърс играе във финален мач на WTA турнир (Гащайн Лейдис 2014), но там отстъпва на Андреа Петкович в два сета. Тя е и финалистка на двойки от Копа Колсанитас 2015, където си партнира с Ирина Фалкони.

## Лични данни
Когато е на 6 години, Шелби последва примера на сестра си Сабра и започва да играе тенис. През 2009 г. Шелби решава да напусне колежа и да се занимава професионално с тенис. Подготвя се в националния тренировъчен център на Американската асоциация по тенис в Бока Ратон, Флорида. Нейният тенис идол е Щефи Граф. Любимите ѝ турнири са Фемили Съркъл Къп и US Open. Ако не е бил тенисът, може би е щяла да се занимава с хокей.

## Финали на турнири отWTA Тур

### Сингъл: 1 (0–1)
| Легенда                            |
| ---------------------------------- |
| Турнири от Големия шлем (0–0)      |
| Шампионат на WTA Тур (0–0)         |
| Задължителни Висши & Висши 5 (0–0) |
| Висши (0–0)                        |
| Международни (0–1)                 |

| Финали по настилка |
| ------------------ |
| Твърда (0–0)       |
| Трева (0–0)        |
| Клей (0–1)         |
| Мокет (0–0)        |

| Изход      | No. | Дата       | Турнир                             | Настилка | Опонент         | Резултат |
| ---------- | --- | ---------- | ---------------------------------- | -------- | --------------- | -------- |
| Финалистка | 1.  | 13/07/2014 | Гащайн Лейдис, Бад Гащайн, Австрия | Клей     | Андреа Петкович | 3–6, 3–6 |

### Двойки: 1 (0–1)
| Легенда                            |
| ---------------------------------- |
| Турнири от Големия шлем (0–0)      |
| Шампионат на WTA Тур (0–0)         |
| Задължителни Висши & Висши 5 (0–0) |
| Висши (0–0)                        |
| Международни (0–1)                 |

| Финали по настилка |
| ------------------ |
| Твърда (0–0)       |
| Трева (0–0)        |
| Клей (0–1)         |
| Мокет (0–0)        |

| Изход      | No. | Дата       | Турнир                            | Настилка | Партньор      | Опоненти                                  | Резултат         |
| ---------- | --- | ---------- | --------------------------------- | -------- | ------------- | ----------------------------------------- | ---------------- |
| Финалистки | 1.  | 19/04/2015 | Копа Колсанитас, Богота, Колумбия | Клей     | Ирина Фалкони | Паула Кристина Гонсалвес Беатрис Адад Мая | 3–6, 6–3, [6–10] |